# Metaphycus petitus
Metaphycus petitus är en stekelart som först beskrevs av Walker 1851.  Metaphycus petitus ingår i släktet Metaphycus och familjen sköldlussteklar. Inga underarter finns listade i Catalogue of Life.